# Jamesit
Jamesit ist ein sehr selten vorkommendes Mineral aus der Mineralklasse der „Phosphate, Arsenate und Vanadate“. Es kristallisiert im triklinen Kristallsystem mit der chemischen Formel Pb2+2ZnFe3+2(Fe3+2,8Zn1,2)(AsO4)4(OH)8[(OH)1,2O0,8], ist also chemisch gesehen ein Blei-Zink-Eisen-Arsenat mit zusätzlichen Hydroxidionen.
Jamesit bildet nach {010} tafelige und nach [100] gestreckte Kristalle bis zu 0,5 mm Länge sowie kugelige Aggregate mit radialstrahligem Aufbau. Das Mineral wurde zuerst – zusammen mit Tsumcorit, Duftit und Goethit – in korrodiertem Bleierz in der Tsumeb Mine, Namibia, gefunden.

## Etymologie und Geschichte

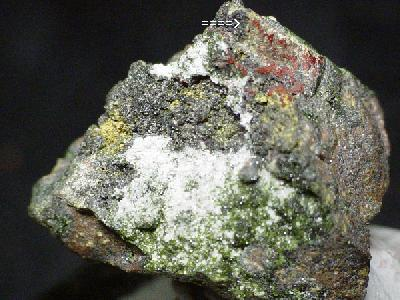
Rotbrauner Jamesit aus der Tsumeb Mine in Namibia (Stufengröße: 3 cm × 3 cm × 2,5 cm)

Als Entdecker des Jamesits gilt der deutsche Mineralsammler Wolfgang Bartelke, dem das Mineral in den 1979 unter anderen Stufen aus Tsumeb aufgefallen war. Entsprechende Untersuchungen führten zur Feststellung des Vorliegens eines neuen Minerals, welches 1978 von der International Mineralogical Association (IMA) anerkannt und 1981 von einem deutsch-US-amerikanischen Forscherteam mit Paul Keller, Heinz Hess und Pete J. Dunn im Wissenschaftsmagazin „Chemie der Erde“ als Jamesit beschrieben wurde. Benannt wurde das Mineral nach dem englischen Bergbauingenieur Christopher James, der im Jahre 1900 von der Otavi Minen- und Eisenbahn-Gesellschaft (OMEG) mit der Weiterführung der von Mathew Rogers begonnenen Erkundungsarbeiten in Tsumeb beauftragt wurde. James, Leiter einer 33-köpfigen Gruppe, erreichte Tsumeb am 13. August 1900. Bis zum 14. März 1901 hatten seine Leute einen 38 m tiefen Schacht abgeteuft und begannen mit dem Vortrieb von Erkundungsstrecken. Mit diesen Strecken von 18 m bzw. 48 m Länge konnte die horizontale Ausdehnung des Erzschlauchs von Tsumeb konturiert werden. Am 13. August 1901 war James schließlich in der Lage, einen ersten, vorläufigen Bericht zu geben – der schließlich dazu führte, dass das untersuchte Vorkommen von Kupfer- und Bleierzen als „Tsumeb Mine“ neun Jahrzehnte in Förderung stand.
Das Typmaterial wird an der Universität Stuttgart unter der Sammlungs-Nr. TM-78.79-8910.20 am Standort 0/824-s27/2 (Mineralstufe, 2 × 2 × 0,5 cm und Einkristall in Markröhrchen) sowie im zur Smithsonian Institution gehörenden National Museum of Natural History, Washington, D.C. (Katalog-Nr. 143955, Cotyp), aufbewahrt.

## Klassifikation
In der mittlerweile veralteten, aber noch gebräuchlichen 8. Auflage der Mineralsystematik nach Strunz gehörte der Jamesit zur Mineralklasse der „Phosphate, Arsenate und Vanadate“ und dort zur Abteilung der „Wasserfreien Phosphate mit fremden Anionen“, wo er zusammen mit Arsenbrackebuschit, Arsentsumebit, Bearthit, Brackebuschit, Bushmakinit, Calderónit, Feinglosit, Gamagarit, Goedkenit, Lulzacit, Tokyoit und Tsumebit die „Brackebuschit-Gruppe“ mit der System-Nr. VII/B.24 bildete.
Die seit 2001 gültige und von der International Mineralogical Association (IMA) verwendete 9. Auflage der Strunz’schen Mineralsystematik ordnet den Jamesit ebenfalls in die Abteilung der „Phosphate usw. mit zusätzlichen Anionen; ohne H2O“ ein. Diese ist allerdings weiter unterteilt nach der relativen Größe der beteiligten Kationen und dem Stoffmengenverhältnis der zusätzlichen Anionen (OH etc.) zum Phosphat-, Arsenat- bzw. Vanadatkomplex (RO4), so dass das Mineral entsprechend seiner Zusammensetzung in der Unterabteilung „Mit mittelgroßen und großen Kationen; (OH usw.) : RO4 = 2 : 1, 2,5 : 1“ zu finden ist, wo es nur noch zusammen mit Lulzacit die „Jamesitgruppe“ mit der System-Nr. 8.BK.25 bildet.
Auch die vorwiegend im englischen Sprachraum gebräuchliche Systematik der Minerale nach Dana ordnet den Jamesit in die Klasse der „Phosphate, Arsenate und Vanadate“ und dort in die Abteilung der „Wasserfreien Phosphate etc., mit Hydroxyl oder Halogen“ ein. Hier ist er als einziges Mitglied in der unbenannten Gruppe 41.11.02 innerhalb der Unterabteilung „Wasserfreie Phosphate etc., mit Hydroxyl oder Halogen mit verschiedenen Formeln“ zu finden.

## Chemismus
Mittelwerte aus Mikrosondenanalysen an Jamesit aus Tsumeb führten neben Spuren von Kupfer, Mangan und Schwefel zu Gehalten von 27,1 % PbO, 11,1 % ZnO, 25,5 % Fe2O3 und 36,2 % As2O5. Daraus ergab sich die empirische Formel Pb1,92Zn2,15Fe3+5,06O4(As4,98O20), die zu Pb2Zn2Fe3+O4(AsO4)5 idealisiert wurde, welche Gehalte von 28,2 % PbO, 10,3 % ZnO, 25,2 % Fe2O3 und 36,2 % As2O5 erfordert.
Jahre später führten kristallchemische Überlegungen dazu, dass diese chemische Zusammensetzung in Frage gestellt wurde. Mittelwerte aus zwei Mikrosondenanalysen ergaben Gehalte von 27,40 % PbO, 10,39 % ZnO, 23,30 % Fe2O3, 27,94 % As2O3, 0,27 % Ga2O3, 0,09 % Al2O3, 0,21 % CuO und 5,06 % H2O (berechnet), woraus die empirische Formel mit Pb2,01Zn1,00Fe3+2,00(Fe3+2,78Zn1,09Ga0,05Cu0,04Al0,03)Σ=3,99(AsO4)3,99[(OH)9,20O0,80]Σ=10,00 ermittelt wurde. Eine Idealisierung führt zu Pb2+2(Fe3+4,8Zn2,2)(AsO4)4(OH)8[(OH)1,2O0,8]. Da aber drei der M-Positionen vollständig geordnet sind [M(1) = Zn, M(2) = Fe3+, M(3) = Fe3+], wird die Formel wie folgt geschrieben, um die Ordnungsmerkmale der Kristallstruktur besser darzustellen: Pb2+2Zn(Fe3+2(Fe3+2,8Zn1,2)(AsO4)4(OH)8[(OH)1,2O0,8].
Die beiden Formeln (von 1981 und von 1999) unterscheiden sich deutlich, insbesondere zeigen sich erhebliche Unterschiede in den Gehalten von As2O5 und H2O. Die ältere Formel berücksichtigte auch die Hydroxidionen nicht.

## Kristallstruktur
Jamesit kristallisiert triklin in der Raumgruppe P1 (Raumgruppen-Nr. 2) mit den Gitterparametern a = 5,583 Å; b = 9,542 Å; c = 10,219 Å; α = 109,81°; β = 90,57° und γ = 97,71° sowie einer Formeleinheit pro Elementarzelle.
Kompakte Trimere aus kantenverknüpften Zn[6]- und Fe[6]-Oktaedern teilen sich Kanten mit benachbarten Trimeren und bilden so [M3(OH,O)10]-Ketten parallel [100] –wie z. B. auch in Kotoit, Lindgrenit und Frankhawthorneit –, und sind durch AsO4-Tetraeder dekoriert. Parallel zu diesen Ketten befinden sich leiterartige Strukturen, die aus linearen Trimeren von kantenverknüpften Oktaedern bestehen, welche durch AsO4-Tetraeder verbunden sind. Die Ketten und Leitern sind durch Oktaeder, die sich Ecken mit den Oktaedern in den Ketten und Leitern teilen, und durch die AsO4-Tetraeder zu einer Schicht parallel (010) verknüpft. Die Schichten wiederum sind in Richtung [010] verbunden und bilden auf diese Weise ein heteropolares Gerüst mit großen Lücken, in denen die Pb[7]-Ionen sitzen.

## Eigenschaften

### Morphologie
Jamesit bildet lattenförmige Kristalle, die extrem dünntafelig nach {010} ausgebildet und in Richtung der a-Achse [100] gestreckt sind. An weiteren Formen wurden lediglich die Pinakoide {100} und {001} identifiziert. Die gelegentlich subparallel verwachsenen Jamesitkristalle erreichen Größen bis zu 0,5 mm × 0,2 mm × 0,05 mm. Ferner existieren kugelige bis warzenförmige Aggregate mit radialstrahligem Aufbau.

### Physikalische und chemische Eigenschaften
Jamesitkristalle sind rotbraun gefärbt, ihre Strichfarbe ist dagegen immer hellbraun. Die Oberflächen der durchscheinenden Kristalle zeigen einen deutlichen halbdiamantartigen Glanz, was gut mit der sehr hohen Doppelbrechung des Minerals (δ = 0,060) übereinstimmt.
An den Kristallen des Jamesits wurde keine Spaltbarkeit festgestellt. Das Mineral weist eine Mohshärte von ≈ 3 auf und gehört damit zu den mittelharten Mineralen, die sich ähnlich wie das Referenzmineral Calcit mit einer Kupfermünze leicht ritzen lassen. Gemessene Werte für die Dichte des Jamesits existieren nicht, die berechnete Dichte für das Mineral beträgt 5,084 g/cm³.
Jamesit ist in heißer Salzsäure HCl und Salpetersäure HNO3 schwer löslich.

## Bildung und Fundorte
Jamesit entsteht als typische Sekundärbildung im stark korrodierten Bleierz von in Carbonatgesteinen sitzenden komplexen Cu-Pb-Zn-Lagerstätten. Blei, Zink, Eisen und Arsen stammen dabei aus der Zersetzung ehemaliger sulfidischer Erzminerale wie Galenit, Sphalerit und Tennantit. Jamesit kommt zusammen mit viel Duftit, Tsumcorit, Goethit und sehr wenig sekundärem Dolomit vor. Alle Minerale bilden mehr oder weniger poröse Massen, welche in stark korrodiertem Bleierz gefunden wurden. Die Altersfolge der Paragenese mit Jamesit ist: Duftit I → Tsumcorit → Goethit → Jamesit → Duftit II → Dolomit. Sie ist eine Variante der verbreiteten Paragenese I/1 von Tsumeb mit Duftit, Cerussit, Goethit und Dolomit. Duftit I, Tsumcorit und Goethit kommen immer in körnigen oder radialstrahligen Massen vor, Duftit II und Dolomit immer in idiomorphen Kristallen. Tritt Duftit II nur spärlich auf, so ist auch Jamesit idiomorph ausgebildet. Wenn Jamesit kugelige Aggregate mit radialstrahligem Aufbau bildet, die von Duftit II überkrustet sind, kann er aufgrund seiner Ähnlichkeit mit Goethit leicht übersehen werden.
Als sehr seltene Mineralbildung konnte Jamesit bisher (Stand 2016) nur von drei Fundpunkten beschrieben werden. Die Typlokalität des Jamesits ist eine der beiden oberen Oxidationszonen (wahrscheinlich die zweite Oxidationszone) der weltberühmten Cu-Pb-Zn-Ag-Ge-Cd-Lagerstätte der „Tsumeb Mine“ (Tsumcorp Mine) in Tsumeb, Region Oshikoto, Namibia. Der genaue Fundpunkt innerhalb der Tsumeb Mine ist nicht bekannt.
Der weltweit zweite Fundort für Jamesit – hier mit deutlichen Kupfergehalten – war die in Carbonaten sitzende Bakara Mine im Balkan (Stara Planina), Oblast Wraza, Bulgarien.
Ein dritter Fundort befindet sich in der „Christiana Mine“ (Schacht No. 132 bzw. Christiana 132) bei Agios Konstantinos (St. Constantin, Kamariza) unweit Lavrion, Attika, Griechenland. Jamesit fand sich hier nur in unscheinbaren Bildungen zusammen mit Duftit und Goethit auf einer feinkörnigen Quarzmatrix.

## Verwendung
Jamesit ist aufgrund seiner Seltenheit lediglich für Mineralsammler interessant.